# Pauluskirche (Gnarrenburg)

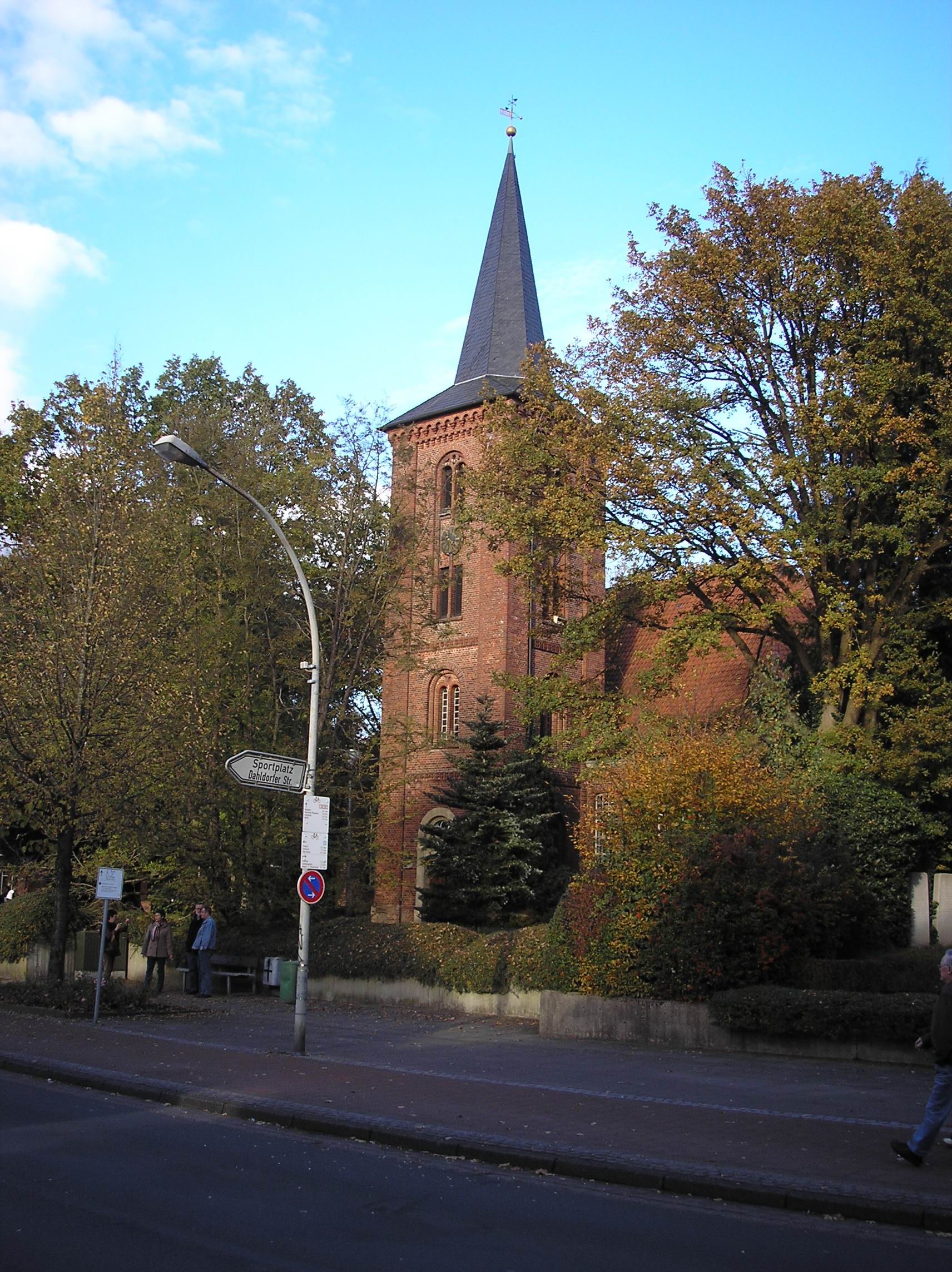
Pauluskirche

Die evangelisch-lutherische Pauluskirche (auch Findorff-Kirche) steht in Gnarrenburg, einer Gemeinde im Landkreis Rotenburg (Wümme) in Niedersachsen. Die Kirchengemeinde gehört zum Kirchenkreis Bremervörde-Zeven im Sprengel Stade der Evangelisch-lutherischen Landeskirche Hannovers.

## Beschreibung
Die Saalkirche, ein langgezogener oktogonaler Zentralbau aus Backsteinen, wurde vom königlichen hannoverschen Moorkommissar Jürgen Christian Findorff geplant und gebaut. Sie war ein Geschenk von König Georg III., dem Kurfürsten von Hannover. Die Grundsteinlegung war im Jahre 1784. Eingeweiht wurde die Kirche noch ohne den Kirchturm im Jahr 1790. An Stelle des Turms hatte die Kirche einen Vorbau. Weil sich aber große Risse in einer Wand zeigten, musste sie durch zwei Strebepfeiler abgestützt werden. Diese Maßnahme brachte jedoch nicht den gewünschten Erfolg, sodass ein Kirchturm an der Stelle gebaut wurde, wo sich der Vorbau befunden hatte. Der 1866 angebaute Kirchturm im Westen steht an der langen Seite des Kirchenschiffs. Er hat vier Geschosse und ist mit einem schiefergedeckten spitzen Helm bedeckt. In seinem Glockenstuhl hängen zwei Kirchenglocken, eine wurde 1870 vom Bochumer Verein gegossen, eine weitere 1957 von der Glocken- und Kunstgießerei Rincker. 
Der Innenraum des Kirchenschiffs ist quer orientiert. Die Emporen befinden sich an drei Raumseiten. Die 1795 von Georg Wilhelm Wilhelmy gebaute Orgel steht auf der Westempore. Vor der östlichen Längswand stehen ein Kanzelaltar in frühklassizistischen Formen und die Kanzel. Hinter den Bögen seines Umgangs liegt die Sakristei. Die Gottesdienstgemeinde sitzt U-förmig um den Kanzelaltar.